# Virène
Die Virène ist ein Bach im Westen von Frankreich, der in den Départements Manche und Calvados der Region Normandie südwestlich der Stadt Vire Normandie verläuft.

## Geografie

### Verlauf
Die Virène entspringt im nördlichen Gemeindegebiet von Sourdeval, entwässert generell Richtung Norden und mündet nach rund 13 Kilometern im Gemeindegebiet von Vire Normandie als linker  Zufluss in die Vire.

### Orte am Fluss
(Reihenfolge in Fließrichtung)
- La Pesantière, Gemeinde Sourdeval
- La Beaugeardière, Gemeinde Sourdeval
- Les Rochers de Bas, Gemeinde Vire Normandie
- La Halouzière, Gemeinde Vire Normandie
- Saint-Germain-de-Tallevende-la-Lande-Vaumont, Gemeinde Vire Normandie
- Les Vaux, Gemeinde Vire Normandie